# Ḫallušu-Inšušinak
Ḫallušu-Inšušinak (auch Challuschu-Inschuschinak; etwa 699–693 v. Chr.) war ein elamischer König, dessen Name vor allem aus babylonischen Chroniken bekannt ist. Er wird meist mit Challuschi-Inschuschinak der elamitischen Quellen identifiziert.
Nach der Chronik soll er der Bruder seines Vorgängers Šutruk-Nahhunte III. gewesen sein und sechs Jahre regiert haben. Daneben gibt es aber einen juristischen Text aus Nippur, der in seinem 15. Regierungsjahr entstanden sein soll. Dies hat einige Kontroversen in der Forschung hervorgerufen, die bisher noch nicht gelöst werden konnten.
Im Jahr 694 v. Chr. griff der assyrische König Sanherib elamische Provinzen an, um babylonische Flüchtlinge zu fangen und dann den babylonischen König Mušezib-Marduk zu vernichten. Die babylonischen Quellen berichten ebenfalls davon, behaupten aber, dass die Elamer Mesopotamien angriffen und Akkad und Sippar erobern konnten sowie Nergal-ušēzib auf den babylonischen Thron setzten, woraufhin sie die Assyrer schlagen konnten.
Die Eroberung Babyloniens wird durch datierte Texte des Herrschers, die sich in Babylonien fanden, bestätigt. Ḫallušu-Inšušinak soll von seinen eigenen Leuten am 26. Tašritu (14. Oktober) 693 v. Chr. gestürzt worden sein. Sein Sohn Kutir-Nahhunte IV. folgte ihm auf den Thron. 